# 小鱗四眼魚
小鱗四眼魚（学名：Anableps microlepis）為輻鰭魚綱鯉齒目四眼魚科的其中一種，分布於南美洲千里達、委內瑞拉至巴西亞馬遜河三角洲的淡水、半鹹水流域，體長可達32公分，棲息在溪流、潟湖與紅樹林海岸線的淡水、半鹹淡水，成群的移動，可做為食用魚及觀賞魚。
其种加词“microlepis”意为“细鳞的”。